# Felix Meier

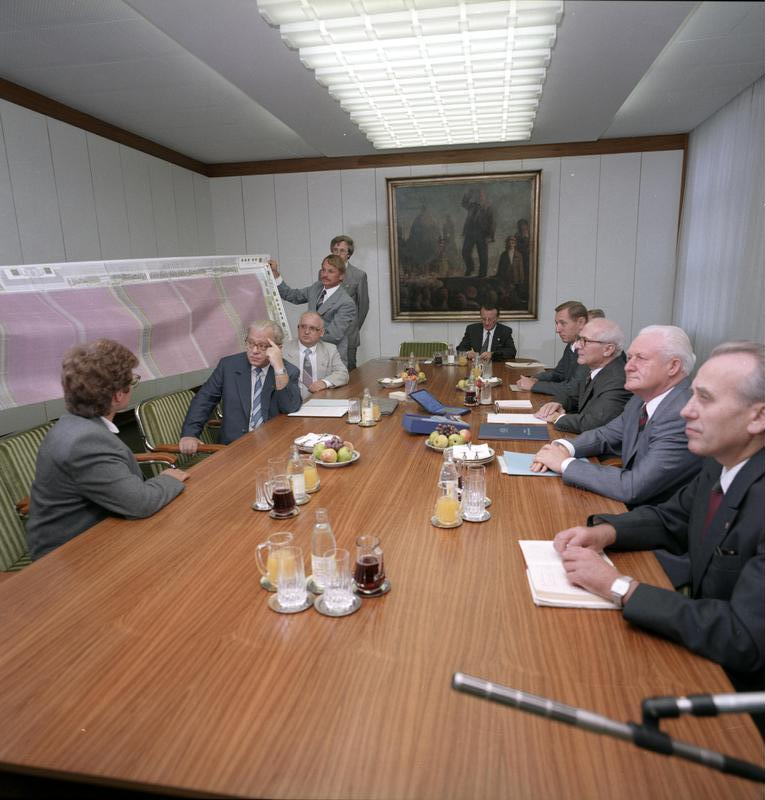
Felix Meier (4.v.r.) bei der Übergabe der 1-Megabit-Speicherschaltkreise (1988)

Felix Meier (* 20. August 1936 in Lieskau; † 16. Juli 2019 in Datteln) war ein deutscher Politiker. Er war Minister für Elektrotechnik und Elektronik der DDR.

## Leben
Als Sohn eines Arbeiters studierte er nach dem Besuch der Oberschule und dem Abitur von 1954 bis 1960 an der Technischen Hochschule Dresden Schwachstromtechnik, war von 1960 bis 1962 Entwicklungsingenieur im VEB Funkmechanik Leipzig, von 1962 bis 1967 Direktor für Technik und Direktor für Plandurchführung in der VVB Nachrichten- und Messtechnik Leipzig und von 1967 bis 1978 Werkdirektor des VEB Funkwerk Köpenick  in Köpenick.
Meier trat 1963 der SED bei. Er war von 1969 bis 1978 Mitglied der SED-Kreisleitung im Bezirk  Berlin-Köpenick, von 1978 bis 1979 Sekretär der Kreisleitung Berlin-Lichtenberg und von Februar 1979 bis 1984 Mitglied und bis Oktober 1982 Sekretär für Wirtschaftspolitik der SED-Bezirksleitung Berlin. Von 1981 bis März 1990 war er Abgeordneter der Volkskammer und von September 1982 bis November 1989 Minister für Elektrotechnik und Elektronik.

## Auszeichnungen
- 1977 Vaterländischer Verdienstorden in Bronze
- 1980 Orden Banner der Arbeit Stufe I
- 1982 Ehrentitel Verdienter Metallarbeiter der Deutschen Demokratischen Republik